# 瑞典西印度公司
瑞典西印度公司（Svenska Västindiska Kompaniet）是一間為了跟加勒比地區（西印度群島）貿易而成立的瑞典公司。 1786年至1805年間，西印度公司主要以當時受瑞典控制的聖巴泰勒米島為據點，並得到王家授權壟斷所有途經該島來往美洲的貿易。公司須把關稅和費用的四分之一繳付給政府，以維持貿易專利。

## 公司運作

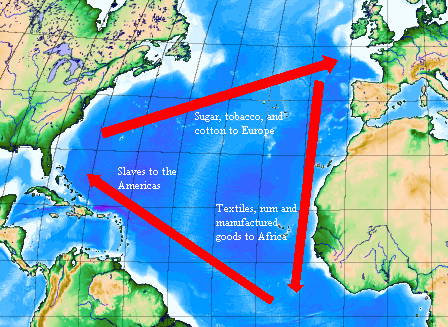
三角貿易

西印度公司於1786年10月31日，由國務卿John Liljencrantz提議成立。按照他的提議，這間公司會於1787年1月1日獲得特許，有效期為15年。公司向英格蘭商人招股，而瑞典國王古斯塔夫三世擁有一成股份，為最大單一持股人。雖然公司的總部設於斯德哥爾摩，但主要貿易活動於聖巴泰勒米島的古斯塔維亞進行。成立這公司的主要目的，除了是開托瑞典與加勒比地區及北美洲新瑞典的殘餘部隊之間的貿易外，還有是壟斷這些貿易。
由於西印度公司也干涉殖民地事務，觸犯了殖民地管理局從貿易中取利的權力，雙方多次產生爭執。貿易利潤分為兩份，國王得到其中四分之一，西印度公司得到四分之三。公司特許狀第14節訂明，它有權從事非洲和加勒比地區之間的奴隸貿易。這是一種三角貿易：把非洲的奴隸運到加勒比地區，把加勒比的糖、棉花和煙草運到歐洲，把歐洲的布料、武器和烈酒運到非洲。

## 歷史

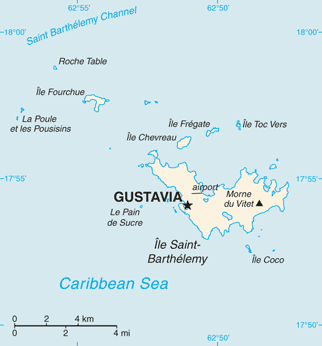
聖巴泰勒米島

聖巴泰勒米島於1785年被訂為自由港。西印度公司於1787年成立後，它正準備第一次探索非洲。然而，由於瑞典與俄羅斯於1788年爆發戰爭，公司的商人和職員只能以私人方式進行貿易。
聖巴泰勒米島曾有一段時間成為奴隸貿易的樞紐港，而其中只有一小部分的奴隸是由瑞典船隻運送的。根據瑞典政府的檔案，17至19世紀間，瑞典船隻只運送奴隸約50次，而當時橫越大西洋的奴隸運輸計有34 941次。檔案庫中有10艘船登記為瑞典籍，其中四艘船的船身上標明它們來自瑞典。由於瑞典船隻只佔所有奴隸運輸船數量的0.02％，和奴隸運輸總次數的0.14%，瑞典只參與很小部分奴隸貿易。因此，西印度公司不把奴隸貿易的紀錄獨立列出。
船運於1794年開始減少，使西印度公司要向國家請求財政援助。雖然它於1801年申請延續貿易專利，但當時船運只有很少了。專利權最終於1805年被撤銷，關稅和其他收入直接歸政府所有，這標誌著西印度公司享有自由貿易的黃金時期已過去了。1805年5月22日，瑞典西印度公司正式解散。

## 外部連結
- Comité de Liaison et d'Application des Sources Historiques (Saint-Barthélemy) （页面存档备份，存于） 聖巴泰勒米島歷史檔案室
- Om Svenska Västindiska Kompaniet （页面存档备份，存于）
- St. Barthélemy under Sverigetiden
- När Sverige skulle bli kolonialmakt[永久]